# 克林克冰原島峰

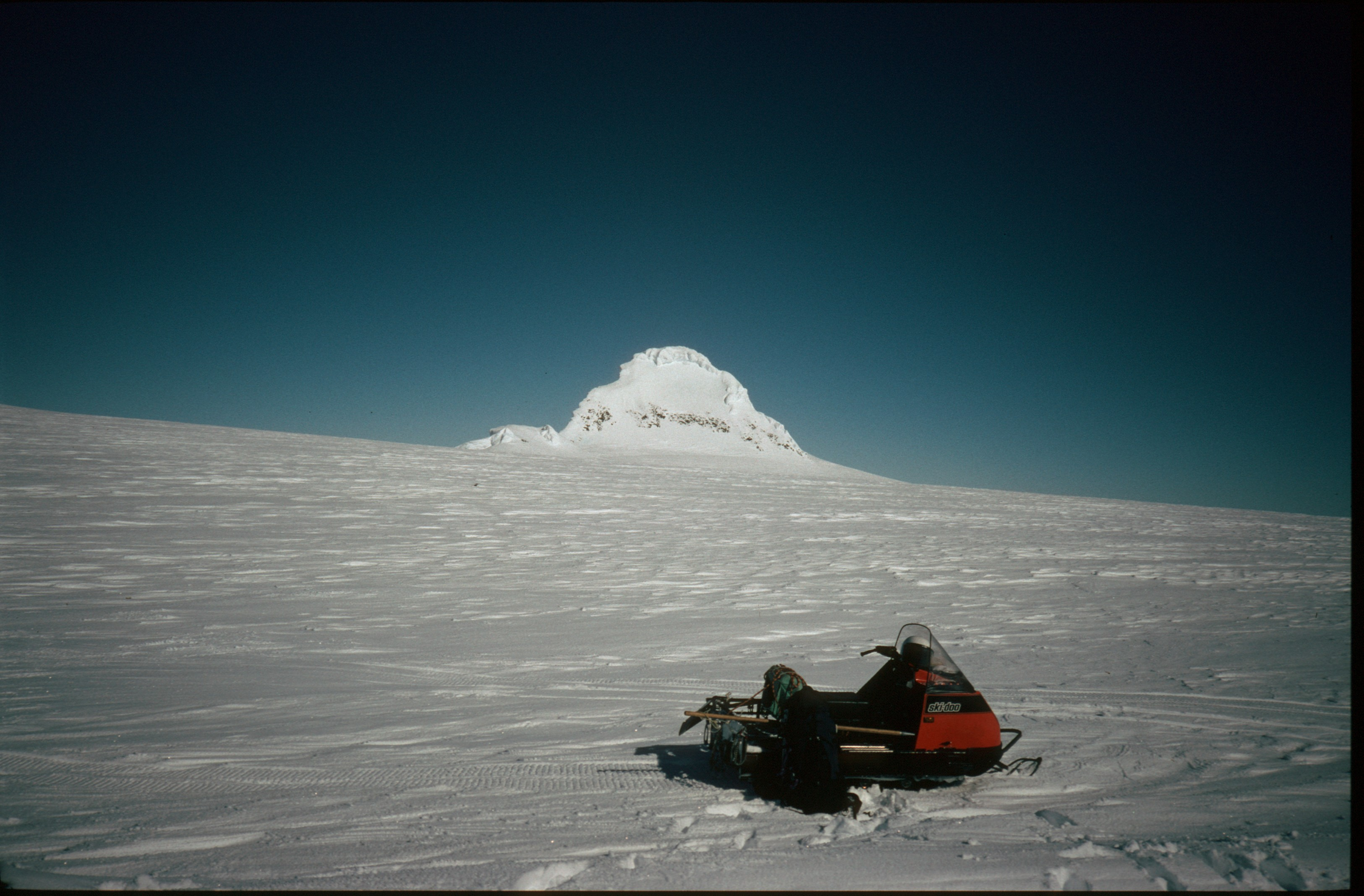

72°4′S 63°59′W / 72.067°S 63.983°W
克林克冰原島峰（英語：Klinck Nunatak），是南極洲的冰原島峰，位於帕爾默地，海拔高度約1,800米，美國地質調查局根據測量和該國海軍的空中照片繪入地圖，現時由南極條約體系管理。